# Винтерфельд-Варнов, Эмми фон
Эмми фон Винтерфельд-Варнов (урождённая — Эльрикс) (нем. Emmy von Winterfeld-Warnow; 24 октября 1861, Бремен — 29 ноября 1937, Эберсвальде) — немецкая писательница.

## Биография
Родилась в семье адвоката. Окончила Высшую женскую гимназию в Бремене, потом год занималась в пансионате в Дармштадте, позже много путешествовала.
В августе 1888 года вышла замуж за Ганса фон Винтерфельда. Родила двух детей.

## Творчество
С 1890 году стала публиковать рассказы и стихи. Её первый роман «Deutsche Frauen in schwerer Zeit» появился в 1901 году.
Автор исторических романов, рассказов, драм, баллад, юморесок и популярных книг для детей и юношества.

## Избранные произведения
- Ihre Wälder, 1890
- Bogdana. Ein Sang aus Lithauens Vergangenheit, 1891
- Nur Deutsch!, 1895
- Mein Lied, 1899
- Die Blinde, 1913
- Der Kaiser rief! 1914
- Das blühende Dorf, 1916
- Das Schokoladenmädchen, 1920
- Ilse von Beneckendorf, 1920
- Ein geprüftes Herz, 1923
- Strandkorb Nr. 86, 1925
- Uhlenkrug, 1925
- Die singende Geige, 1926
- Towe, die Taube von Rügen, 1928
- Unter Arabiens Sonne, 1929
- Carola im Ulmenhaus, 1932
- Bei Tante Charlotte, 1932
- Der Erbe von Raschkowitz, 1934.